# Erszényesfarkas

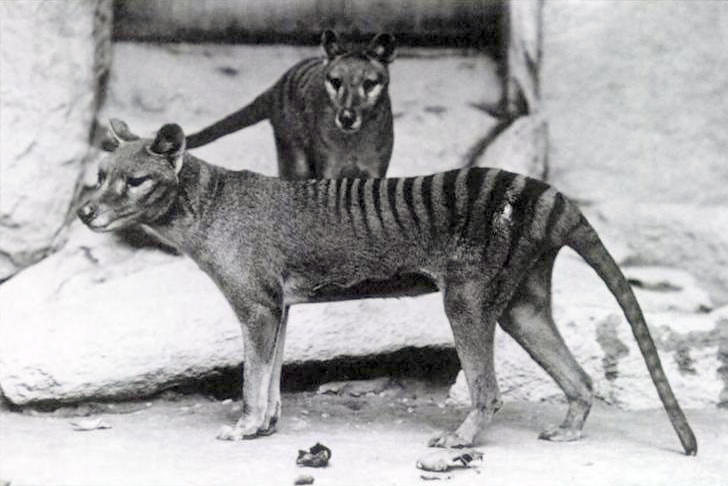
Erszényesfarkasok a Washingtoni Állatkertben (1902)

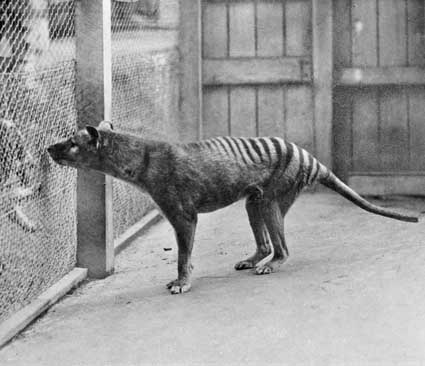
Az utolsó ismert „tasmán tigris”, Benjamin, a hobarti állatkertben, 1933-ban

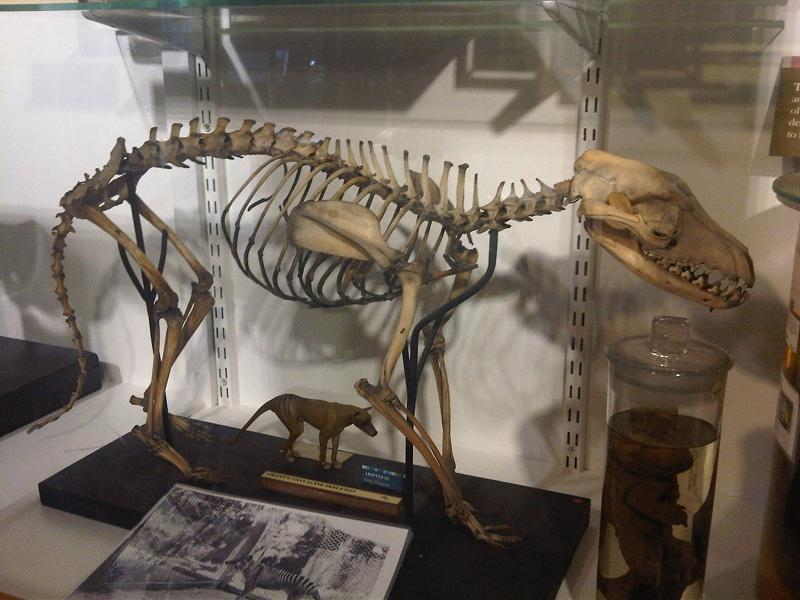
Erszényesfarkas csontváz és modell a londoni Grant Museum of Zoology-ban

Az erszényesfarkas vagy tasmán tigris (Thylacinus cynocephalus) egykor Új-Guineában, Ausztráliában és Tasmaniában (a valamikori Szahul-földön) élt erszényes ragadozó, az erszényesfarkas-félék családjának egyetlen recens faja volt.

## Testfelépítés
Az erszényesfarkasok kutyára emlékeztető állatok, de nem voltak rokonai a kutyaféléknek, mivel az utóbbiak méhlepényes, az előbbiek viszont erszényes emlősök voltak. A hasonló testfelépítés a hasonló életmód miatt alakult ki (konvergens evolúció). A fajt George Harris írta le 1808-ban, latin neve magyarul kb. annyit tesz, mint „kutyafejű erszényes kutya”.
Nevüket egyrészt a farkasokhoz hasonló testalkatuk és életmódjuk, másrészt pedig a tigrisekre emlékeztető csíkozásuk miatt kapták (13-21 sötét csíkot viseltek). Rövidszőrű bundájuk színe a szürkétől a sárgásbarnáig változott. Érdekesség, hogy az állkapcsait akár 120 fokos szögben ki tudta nyitni. Fürge, mozgékony állat volt: a hátsó lábaik hosszabbak, mint a mellsők és a beszámolók szerint 2 méter magasra is felugrott.
Az erszényesfarkasok – kipusztításukig – Földünk legnagyobb testméretű erszényes ragadozói voltak: a hosszuk 100–200 cm között volt, amiből a farkuk több mint az egyharmadát tette ki; a marmagasságuk pedig kb. 60 cm. A testtömegük 20–30 kg között változott.

## Életmódjuk
Az erszényesfarkasok Ausztrália és Tasmania fás-füves térségein közepes és kisebb méretű kengurukra, kisebb erszényesekre és madarakra vadásztak általában egyedül, a nagyobb testű állatokra viszont kisebb csoportokban. Tasmaniában a tengerszinttől a kb. 1200 méteres tengerszint feletti magasságig fordultak elő.
Éjszakai állatok, a nappalokat vackaiban töltötték. Testalkatuk alapján zsákmányaikat feltehetően nem üldözéssel, hanem lopakodással és lesből támadással cserkészték be. Fogságban nem válogatósak: majdnem minden nekik adott táplálékot elfogyasztottak. A korabeli beszámolók szerint eszes, óvatos állat. A nőstények nyáron (december és március között) hoztak világra 2–4 fejletlen kölyköt, akik körülbelül 3 hónapig anyjuk erszényében élnek.

## Kihalásuk
Régészeti leletek tanúsága szerint az erszényesfarkasok egykor, „a történelem előtti időkben” Új-Guinea szigetén is éltek, itt mintegy 2000 évvel ezelőtt haltak ki, jelenlétüket néhány csontmaradvány és a bennszülöttek sziklarajzai bizonyítják. Az ausztrál kontinensről való kihalásukat minden bizonnyal az ember által behurcolt kutya elvadult változata, a dingó okozta: a két faj között kompetíció (fajok közötti versengés) alakult ki, mivel azonos erőforrásokért küzdöttek.
Utolsó menedékük így Tasmania szigete lett (ahol nem éltek dingók). Vesztüket az európai emberek bevándorlása okozta, akik birkákat kezdtek el tenyészteni. A hatalmas birkanyájak könnyű prédát jelentettek az erszényesfarkasok számára, bár a birkanyájakon vámot vettek a telepesek elvadult kutyái is. Ennek ellenére a telepesek minden elpusztult birkáért az erszényesfarkasokat tették felelőssé. Ez oda vezetett, hogy 1838-tól hivatásos vadászokat fogadtak fel kilövésükre és 1886-tól az ausztrál kormány vérdíjat fizettet minden egyes kilőtt példányért.
Az erszényesfarkasok vadászatának hamar meglett az eredménye: 1888 és 1909 között 2072 példányért fizettek vérdíjat (ám a valóságban ennél többet is kilőhettek), de 1910-ben már egy példányért sem. Ekkorra viszont a ritkuló állatfaj felkeltette az észak-amerikai és nyugat-európai állatkertek és múzeumok figyelmét, akik sok pénzt fizettek az élve befogott példányokért. Ám az erszényesfarkasok fogságban nem szaporodtak. Utolsó ismert vadon élő példányát 1930-ban lőtték ki, utolsó fogságban tartott példányuk pedig, egy Benjamin névre hallgató hím 1936. szeptember 7-én múlt ki a hobarti állatkertben.
A sors furcsa fintora, hogy 1936-ban nyilvánították védetté a fajt. Ekkor hirtelen megnőtt az érdeklődés irántuk: azóta több expedíciót is szerveztek felkutatásukra Tasmania eldugott erdős-hegyes vidékein, amelyek azonban nem jártak sikerrel. Időnként felröppent a hír, hogy egyesek látni véltek egy-egy példányt, illetve vélhetően tőlük származó lábnyomokat, szőrszálakat találtak. Létezésük egyértelmű bizonyítékát azonban máig sem sikerült fellelni, annak ellenére, hogy hatalmas összegeket ajánlottak fel a célra. 1986-ban hivatalosan is kihaltnak nyilvánították.

## Esetek, melyek szerint létezik még a faj
1937-ben indult az első expedíció. Megfigyelései arra utaltak, hogy Tasmania nyugati partvidékén még élhet néhány példány. 1957–ben a Derwent-völgyben egy elpusztult bárányt találtak, és a sérüléseiből arra következtettek, hogy erszényesfarkas ölte meg. Abban az évben helikopterről lefényképeztek egy állatot, amely az erszényesfarkasra hasonlított. 1961-ben egy napilap két halászról írt, akik 1961. augusztus 12-én Tasmania nyugati partvidékén, az Arthur-folyónál táboroztak. Egyik este hallották, hogy a csalihalas kosár körül valami motoz. Az egyikük a sötétben meglátta az állatot, és egy husánggal fejbe is csapta. A betolakodó elmenekült, de másnap a közelben megtalálták a tetemét. Úgy látták, hogy erszényesfarkas volt. Bevonszolták egy elhagyatott ólba, hogy majd átadják a múzeumnak. Ám a tetem reggelre eltűnt. A homokban alvadt vért és szőrcsomókat találtak, és azokat eljuttatták Hobartba. A szakértők megállapították, hogy a maradványok kétséget kizáróan erszényesfarkastól származnak. 
Dr. Eric Guiler a WWF megbízásából 1963 és 1980 között több felfedezőutat tett az erszényesfarkas nyomait keresve. 1966-ban a Whyte-folyónál szőrszálakat talált, ezek azonban nem bizonyítják egyértelműen, hogy akkor még élt erszényesfarkas. 1972-ben Jeremy Griffith biológus, James Molly és dr. Bob Brown újra alaposan átkutatta a szóba jövő területet, de semmi jelét nem találták a ragadozó létének. 1979-ben szintén eredmény nélkül hagyták abba a keresést. 
1982 márciusában egy természetvédelmi felügyelő Tasmania északnyugati erdőségében leállította az autóját, és elszenderedett. Álmából felriadva keresőlámpájával végigpásztázta a sötét erdőrészt, és alig 6-7 méterre a kocsitól megpillantott egy farkasszerű állatot, amelynek bundáján 12 fekete csík volt, és a szeme sárgán világított a reflektorfényben. Nyugodtan viselkedett, kitátotta az állkapcsát, és eltűnt a bozótban. Lábnyom nem maradt utána, az eső még a közvetett bizonyítékot is elmosta.
Henry Nix, az Ausztrál Nemzeti Egyetem kutatója más oldalról közelítve akarta megtudni, lehet-e valóságalapja a mesés történeteknek. Egy számítógépes program, a Bioclim segítségével azt próbálta kideríteni, hogy a történetek helyszínei egybeesnek-e az erszényesfarkas éghajlati, geográfiai és más környezeti feltételek alapján felvázolható elterjedési térképével. Megrajzolta a kihalt ragadozó élőhelyéül alkalmas terület térképét, ezután 60 évre visszamenőleg elővette a megbízhatónak tartott beszámolókat. Az eredmény meglepő volt, a beszámolók helyszínei minden esetben olyan területek voltak, amelyeket a program alkalmas élőhelynek talált. „Az emberek valóban erszényesfarkasokat láttak” – mondta Henry Nix 1990-ben. 
Tehát újra felfedezték az erszényesfarkast, de kézzel fogható bizonyíték nincs arra, hogy valóban él Tasmania elhagyatott erdeiben. Ha él is, olyan csekély számban, hogy nemigen van esélye a túlélésre.
Egy magát csupán internetes nicknevén Tigerman-nek nevező amatőr kutató 1998 és 2004 között 6 évig folyamatosan kereste az erszényesfarkast Tasmánia különböző eldugott területein. Bár közvetett módon számos tanújelét tapasztalta az állat jelenlétének (lábnyomok, jellegzetes módon elejtett zsákmányállatok, ürülék, szőrszálak), illetve két alkalommal saját szemével is látni vélte az erszényesfarkast, fotót vagy más megdönthetetlen bizonyítékot nem sikerült felmutatnia.

## A faj feltámasztása
Mivel több múzeumban őriznek alkoholban tartósított példányokat, ezért időközben felmerült, hogy a faj talán klónozással feltámasztható. A projekt 1999-ben kezdődött és a Sydney-i Ausztrál Múzeum kutatói végzik, akik bizakodóak a sikert illetően: már sikerült DNS-molekulákat kivonniuk, de még meg kell találni az összes gént és „összerakni” őket. Céljuk egy szaporodóképes populáció létrehozása. A teljes DNS-t egy tasmán ördög petesejtjébe ültetnék be.
Az erszényesfarkasok történetére nagyon találó Gerald Durrell angol természettudós egy mondata: „Az ember eleget tud ahhoz, hogy elpusztítson egy fajt, de még nem jött rá, hogyan lehetne újrateremteni, amit elpusztított”.

### Angol nyelven
- Thylacinus cynocephalus
- Thylacine Thylacinus cynocephalus
- The Thylacine Museum
- Magnificent Survivor
- Tasmanian Thylacine (Thylacinus cynocephalus)
- Extinct Animals- Thylacinus cynocephalus
- Thylacine, or Tasmanian tiger, Thylacinus cynocephalus
- 7 rövid videó az erszényesfarkasról Archiválva 2008. május 11-i dátummal a Wayback Machine-ben

### Magyar nyelven
- Erszényes farkas
- Az erszényesfarkas története
- Klónozás: az erszényesfarkas visszatér
- Erszényesfarkas[halott link]
- Erszényesfarkasok (Thylacinus Temm.)
- Erszényes ördögből tasmán tigris!
- Nem sikerülhet a tasmán tigris feltámasztása
- Félsiker a veszélyeztetett fajok klónozása
- Videó az erszényesfarkasról